# Percorso generativo del senso
Il percorso generativo del senso è il principale strumento di analisi della semiotica generativa. Esso è utilizzato per articolare e analizzare gli elementi formali dei fenomeni di senso.

## Definizione
Una prima definizione del percorso generativo del senso è fornita dal Dizionario ragionato di teoria del linguaggio di Algirdas Julien Greimas e Joseph Courtés:
"1. Designiamo con l'espressione percorso generativo l'economia generale di una teoria semiotica, cioè la disposizione delle sue componenti le une in rapporto alle altre; [...] 5. Questa teoria semiotica distingue tre campi problematici autonomi, che considera i luoghi di articolazione della significazione e della costruzione meta-semiotica: le strutture semio-narrative, le strutture discorsive e le strutture testuali."
Il percorso generativo del senso organizza i tre campi, semio-narrativo, discorsivo e testuale, attraverso dei livelli metalinguistici, tenuti insieme dal criterio di interdefinizione dei termini e di gerarchia delle relazioni. Esso, in piena coerenza con i criteri di arbitrarietà e adeguatezza - indicati da Louis Trolle Hjelmslev, uno dei punti di riferimento più importanti della teoria generativa in semiotica - si configura contemporaneamente come una costruzione teorico-metodologica e uno strumento di analisi. Nella prima accezione vi si può pensare come a una costruzione metalinguistica stratificata. Nella seconda accezione, il percorso generativo del senso può essere letto come un insieme di strumenti adeguati per interrogare e articolare i fenomeni di senso. 

## Storia
Il percorso generativo del senso viene costruito attraverso la ricerca di Algirdas Julien Greimas e del Gruppo di Ricerca Semio-linguistica con sede all’École des hautes études en sciences sociales di Parigi, a cavallo tra gli anni ‘60 e gli anni ‘90 del Novecento. Nella progressiva formalizzazione del percorso generativo del senso un filo conduttore è rintracciabile nel passaggio dalla ricerca di una lettura d’insieme dell’universo semantico, alla costruzione di strumenti adeguati all’analisi di micro-universi locali di senso.
Il primo lavoro sistematico del semiologo franco-lituano, Semantica strutturale, può considerarsi un momento di apertura e riflessione epistemologica e segna lo scarto tra un approccio di ricerca di tipo lessicografico e quello semiotico in senso stretto. Da qui segue una fase di progressiva formalizzazione della teoria. Nell’opera Del senso si dà inizio all’elaborazione della teoria pensata attraverso livelli specifici, i quali, a loro volta, sono raggruppati nelle tre macro-strutture. Sempre in Del senso si dà forma metalinguistica al Quadrato Semiotico e alla Teoria della Narratività, lavorando soprattutto o su materiale etno-antropologico o su materiale letterario e folklorico.
Ai primi lavori seguono le opere Saggi di semiotica poetica, Maupassant. La semiotica del testo: esercizi pratici e Semiotica e scienze sociali. Rispetto ai primi anni ‘70, in cui traspare una maggiore necessità di formalizzazione, in questi anni la ricerca greimasiana si apre a nuovi stimoli, che provengono sia dall’analisi del materiale letterario sia dal confronto interdisciplinare. In questo periodo, si consolidano anche le prime "semiotiche specifiche” (semiotica letteraria, sociosemiotica, etnosemiotica) e si dà inizio a una nuova fase di riflessione teorico-epistemologica. 
In particolare Maupassant, interamente dedicato all’analisi del racconto Deux amis, costituisce l’occasione per una riflessione sul livello discorsivo e sulla sua elasticità, ovvero sulle dinamiche di espansione e condensazione con cui le unità di senso più profonde possono essere manifestate discorsivamente. La ricerca costituisce inoltre un fondamentale punto di snodo anche perché sviluppa e problematizza il rapporto tra livello discorsivo e livello narrativo. Questi aspetti sono stati successivamente ripresi da Paul Ricoeur in termini di configurazioni ed episodi. 
Dagli anni ‘80 in poi, con l’allargamento dell’équipe di ricerca e la pubblicazione di Semiotica. Dizionario ragionato della teoria del linguaggio viene continuamente rinnovato il dibattito e la discussione relativi all’elaborazione teorico-epistemologica del percorso generativo del senso. Sono questi gli anni di Del senso 2, attraverso cui vengono restituite le ricerche riguardanti il perfezionamento della Teoria della Narratività, l’elaborazione della Teoria delle Modalità e del livello di veridizione, con un’apertura progressiva alla teoria del discorso, alla teoria delle passioni, alla teoria dell’arte, e, in generale, alla fenomenologia francese.

## Articolazione dei livelli del percorso generativo del senso

### Il percorso generativo del senso come costruzione teorica
Il Percorso Generativo può essere letto secondo un movimento di lettura dei livelli a partire dal più astratto verso il livello più concreto. Da questa prospettiva esso presenta i livelli attraverso cui il senso si genera e prende forma, partendo dalle strutture del campo semio-narrativo, verso le strutture del campo semio-discorsivo. Le strutture di questi campi possono essere lette come le condizioni di possibilità immanenti a qualsiasi fenomeno di senso manifestato. 
Alla base del Percorso Generativo si colloca la condizione fondamentale di articolazione, la differenza, un concetto operativo utile per articolare qualsiasi categoria semiotica almeno in due poli (i due termini posizionati sull'asse dei contrari del quadrato semiotico). La differenza - intesa come relazione differenziale - è utile a strutturare e dare forma al quadrato stesso e alle relazioni di contraddizione e implicazione. Oltre ai termini collocati sui poli dei contrari, le relazioni differenziali del quadrato semiotico articolano i due poli dove si collocano i termini dei subcontrari.
Il quadrato semiotico può essere letto come una struttura statica (relativa allo statuto e ai valori degli enunciati narrativi di stato) o può essere letto come una struttura dinamica (relativa allo statuto e ai valori degli enunciati narrativi del fare). Attraverso enunciati narrativi di stato ed enunciati narrativi del fare si possono articolare le strutture dei programmi narrativi (di base o d'uso). In base alla combinatoria possibile, con il Percorso Generativo si possono descrivere e articolare un numero molto variegato di strutture, la cui descrizione può essere ulteriormente arricchita grazie al livello modale e alla combinatoria tra volere, dovere, potere, sapere, credere. Ciascuna delle modalità può essere articolata su un quadrato semiotico e interagire con altre modalità di altri enunciati, generando un quadro coerente e controllato di possibilità di relazione.
I termini di queste relazioni vengono denominati attanti. La classificazione degli attanti secondo la teoria generativa varia da un numero minimo di tre (Destinante, Soggetto, Oggetto) a un numero massimo di sei (Destinante, Destinatario, Soggetto, Oggetto, Aiutante, Opponente). I termini e relazioni del campo semio-narrativo possono costituire schemi (cioè gli schemi attanziali); lo Schema narrativo canonico è la struttura che ricorre maggiormente e può considerarsi una costante rispetto alle condizioni di possibilità previste dalla teoria. Esso è costituito da relazioni di manipolazione, competenza, performanza e sanzione. 
Attraverso la relazione di sincretismo di due termini, un attante e un ruolo tematico, si può generare un Attore, una delle tre posizioni che, insieme a Spazio e Tempo, dà forma al campo semio-discorsivo. Attraverso i processi di aspettualizzazione, tematizzazione e figurativizzazione, queste posizioni possono costituire configurazioni discorsive dall'aspetto e dalla topologia precisa, rese coerenti dalla prevalenza isotopica di determinati elementi semici. Inoltre i processi di attorializzazione, spazializzazione e temporalizzazione possono essere ulteriormente articolati in relazioni di débrayage ed embrayage. A questo proposito, gli studi di linguistica di Émile Benveniste sono stati di capitale importanza per l'articolazione del livello semio-discorsivo e per lo studio dei fenomeni di enunciazione semiotica. Inoltre il concetto filosofico e fenomenologico di intersoggettività è necessario ad articolare le relazioni che strutturano il mondo del senso. 

### Il percorso generativo del senso come strumento di analisi
Il percorso generativo del senso si configura contemporaneamente come uno strumento di analisi volto all'aumento di intellegibilità dei propri oggetti: gli effetti di senso. Tale concetto, in semiotica, si è progressivamente affiancato a quello di testo, che ha comunque mantenuto la propria centralità, ma è stato progressivamente rielaborato in chiave costruttivista. Non si considera testo semplicemente un libro, o un film, ma anche, ad esempio, un corpus di più oggetti, o, secondo una lettura più fenomenologica, si considera testo qualsiasi manifestazione dotata di senso, dunque anche le interazioni, le pratiche, gli spazi.
Sempre in termini molto generali, i criteri analitici del percorso generativo del senso si reggono su alcuni semplici presupposti: il mondo del senso è leggibile in termini di relazioni differenziali e di enunciazioni; tali relazioni sono riconoscibili solo all'interno di narrazioni che ne mettono in gioco i valori; i rapporti tra questi valori sono rappresentabili sul quadrato semiotico. I testi o gli effetti, riconoscibili nel mondo del senso, costituiscono il livello testuale, la loro prima lettura in termini enunciazionali costituisce il livello discorsivo, mentre le strutture narrative e quelle espresse dal quadrato, costituiscono un ulteriore gerarchizzazione del livello semio-narrativo.
Più nello specifico, gli effetti di senso vengono letti in primo luogo come discorsi, coinvolti in dinamiche enuciative e strutturati per isotopie, ovvero organizzati in figure e configurazioni riconducibili a determinati temi. A un livello più profondo gli attori, gli spazi e i tempi messi in gioco dalle isotopie si possono articolare ulteriormente in termini narrativi, ovvero nel quadro di trasformazioni rette dalle relazioni fra il fare di diversi attanti. Ciò è reso possibile dalla struttura dello schema narrativo canonico. Invertendo l'asse delle consecuzioni - presente a livello discorsivo - nell'asse delle presupposizioni, lo schema narrativo canonico permette di organizzare le tappe di queste trasformazioni in termini di manipolazione, competenza, performanza, sanzione. Queste trasformazioni si articolano in programmi narrativi, ovvero come percorsi volti alla congiunzione o alla disgiunzione - o anche alla non-congiunzione o alla non-disgiunzione - da un determinato oggetto di valore, qualificato come euforico o disforico in base alle strutture modali. Tale valore, infine, viene riformulato come uno dei termini interni alla struttura differenziale espressa dal quadrato semiotico.
L'intero Percorso Generativo emerge, in questo senso, come legato ad un movimento dal concreto all'astratto, opposto e complementare a quello, dall'astratto al concreto, che ha caratterizzato la sua articolazione teorica. Si seguono così gli stessi criteri di conversione tra i livelli indicati nella sezione precedente, con la differenza che ora si procede a partire dal livello della manifestazione superficiale fino alle strutture profonde che ne costituiscono il presupposto.

## Diversi usi, definizioni e controversie al presente
Dalla fine degli anni ‘80 agli inizi degli anni ‘90 l’innesto del dibattito e della prospettiva fenomenologica ha inaugurato le riflessioni attuali, relative al ruolo del fare interpretativo dell’analista in rapporto alla teoria, ampliando ulteriormente il modello, attraverso la proposta e l’elaborazione:
- della semiotica delle passioni, del percorso passionale e dello schema passionale canonico[14] (si veda il lavoro di A.J. Greimas e Jacques Fontanille);
- dei modelli tensivi[19] (si vedano i lavori di Jacques Fontanille e Claude Zilberberg);
- della semiotica del visibile (semiotica dell’arte, semiotica dell'arte visiva).

Inoltre la semiotica ha iniziato a elaborare nuove proposte relative ai modelli di conversione tra i livelli del percorso generativo del senso. A partire da considerazioni circa l'interdipendenza tra i livelli e rispetto ai possibili criteri di lettura del modello costruito fino a oggi, si segnalano le proposte:
- di Jacques Fontanille[20] (ampliamento del Percorso Generativo del Contenuto attraverso Figure del Corpo[21], ed elaborazione del Percorso Generativo dell’Espressione attraverso Pratiche Semiotiche[22]);
- di Francesco Marsciani (lettura top-down e bottom-up[23] del percorso generativo del senso come Percorso Generativo della Significazione[24], attraverso una rilettura fenomenologica dei criteri di conversione in senso semisimbolico[25]);
- di François Rastier (proposta del Percorso Generativo del Contenuto, attraverso una lettura bottom-up del percorso generativo del senso[26]).

## Esempi

### Semiotica, mitologia e racconto mitico
Il saggio Per una teoria dell'interpretazione del racconto mitico - in omaggio a Claude Lévi-Strauss - illustra le procedure di leggibilità del mito Bororo attraverso la Teoria della Narratività. Nella prima parte Greimas inquadra i rapporti tra teoria semiotica, semantica e mitologia, illustrando le chiavi di lettura che verranno utilizzate nel corso dell'analisi.
Attraverso il livello isotopico vengono isolate le unità narrative e individuato il micro-universo di senso locale di base. Viene poi presentata la struttura dei programmi narrativi e le relazioni attanziali che si stabiliscono tra istanze del mito, sino all'individuazione delle istanze fondamentali e del modo in cui si articolano le relazioni strutturali tra natura e cultura. 

### La sfida come fenomeno di senso
All'interno di Del Senso 2 Greimas effettua un'analisi di una peculiare configurazione: La sfida. In questa ricerca emerge con particolare chiarezza il rapporto di interdipendenza fra i livelli. Infatti Greimas mostra come a questo effetto discorsivo soggiaccia, a livello narrativo, un contratto intersoggettivo, in base al quale il soggetto che lancia la sfida si comporta, a un tempo, come destinante manipolatore - che invita il soggetto sfidato a fare qualcosa - e come destinante giudicatore, che, prima ancora che tale performanza sia effettivamente avvenuta, sanziona negativamente il soggetto sfidato, affermandone l'inadeguatezza. 
A queste dinamiche soggiacciono ulteriori configurazioni modali e in particolare il soggetto sfidato si trova a non poter non accogliere la fida. Tuttavia ciò è vero solo se, a livello profondo, questi aderisce ad un certo codice valoriale, ad esempio della fierezza o dell'onore. Il soggetto si trova invece a poter non accogliere la sfida se fa riferimento ad articolazioni assiologiche diverse, ad esempio dell'umiltà o dell'indipendenza.

### Semiotica, scienze umane e sociali e discorso scientifico
In Del senso 2, nel saggio Degli accidenti nelle scienze cosiddette umane. Analisi di un testo di Georges Dumézil, Greimas si pone alcuni obiettivi analitici. Focalizzandosi sulla prefazione a Naissance d'Archanges analizza il ruolo dello statuto semiotico della "prefazione" intesa come struttura significativa della produzione scientifico-letteraria nelle scienze sociali, con l'obiettivo di far emergere le relazioni tra il discorso del Sapere generato dal discorso della ricerca scientifica. 

Il primo è caratterizzato da una struttura attanziale di tipo soggettivo, il secondo da una struttura attanziale in cui è marcata l'assenza di soggetto. Il primo viene analizzato in quanto realizzazione locale di una struttura narrativa di un discorso cognitivo; il secondo viene analizzato in quanto realizzazione locale di una struttura narrativa di un discorso oggettivo. Il primo discorso assume il valore di discorso referenziale del secondo. A entrambi soggiace un'articolazione di relazioni modali di tipo epistemico. Il primo poggia su relazioni modali articolate attraverso il Dovere, il secondo poggia su relazioni modali articolate attraverso la relazioni modali tra Sapere e Credere. sorretti da relazioni modali di tipo epistemico. 

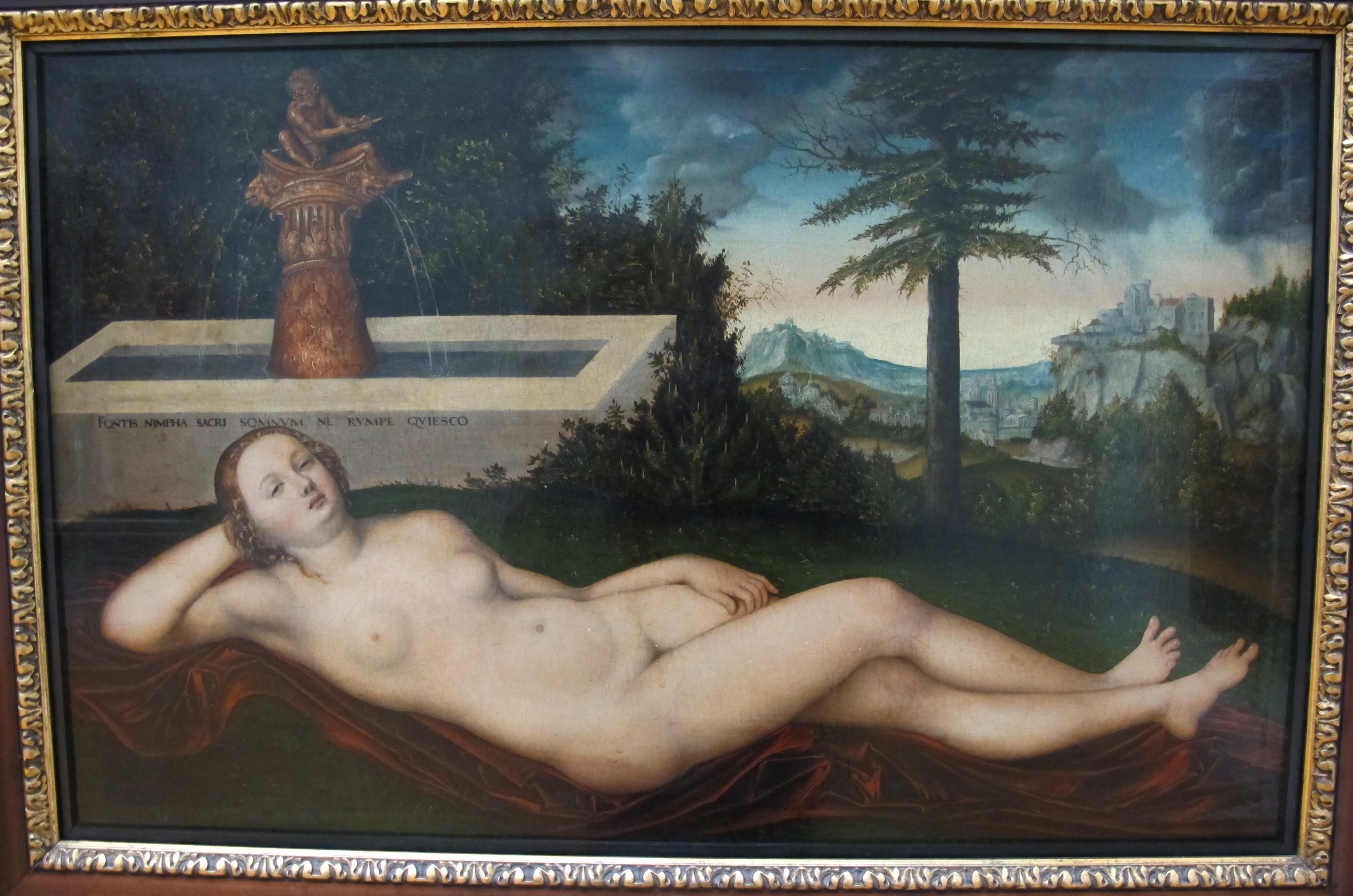
Lucas Cranach il Vecchio, Ninfa alla fonte, 1518, Lipsia

Per il primo si può parlare di discorso della scoperta, che ha come oggetto di valore l'acquisizione di una competenza, per il secondo si può parlare di discorso della ricerca, articolato attraverso un fare comparativo che permette di percepire il discorso della scoperta in quanto "evidenza scientifica".

### Semiotica della pittura, semiotica figurativa e semiotica plastica: tra Rinascimento e Barocco
Nel lavoro analitico, scritto a quattro mani da A.J. Greimas e Teresa Keane, vi è l'obiettivo di analizzare e sciogliere il sincretismo tra due differenti estetiche - quella rinascimentale e quella barocca - che sono manifestate contemporaneamente dal dipinto di Cranach conservato a Lipsia e datato 1518. A partire dall'analisi della figura della ninfa, procedendo attraverso una lettura figurativa e una lettura plastica del dipinto, gli autori riflettono su un tipo particolare di struttura narrativa. Essa si manifesta a entrambi i livelli e rende conto:
- della trasformazione tra un'estetica rinascimentale (regolare) e un'estetica barocca (irregolare)
- della ninfa in quanto "figura della leggerezza e della grazia", termine complesso, figura mediatrice della conciliazione tra i due poli strutturati attraverso la relazione semiotica del contrasto e su cui si posizionano le due estetiche.